# Seroczyn-Kolonia
Seroczyn-Kolonia [sɛˈrɔt͡ʂɨn kɔˈlɔɲa] est un village polonais de la gmina de Sterdyń dans le powiat de Sokołów et dans la voïvodie de Mazovie, au centre-est de la Pologne.